# (269) Justicia
(269) Justicia es un asteroide perteneciente al cinturón de asteroides descubierto el 21 de septiembre de 1887 por Johann Palisa desde el observatorio de Viena, Austria.
Está nombrado por la diosa romana Justicia.